# Machos (telenovela mexicana)
Machos é uma telenovela mexicana produzida por Alexandra Muñoz para a Azteca e exibida entre 3 de outubro de 2005 e 3 de março de 2006. 
É um remake da telenovela chilena homônima, produzida em 2003.
A trama apresenta Héctor Bonilla, Pedro Sicard, Carlos Torres, Xavier Massimi, Alberto Cassanova, Rodrigo Cachero, Plutarco Haza e Iliana Fox nos papéis principais .

## Elenco
- Héctor Bonilla - Ángel Mercader
- Pedro Sicard - Alonso Mercader
- Iliana Fox - Fernanda Garrido
- Carlos Torres - Ariel Mercader
- Rodrigo Cachero - Adán Mercader
- Xavier Massimi - Adolfo Mercader
- Plutarco Haza - Alejandro "Alex" Mercader
- Julieta Egurrola - Valentina de Mercader
- José Alonso - Gabino
- Vanessa Acosta - Belén Martínez
- Alberto Cassanova - Armando Mercader
- Kenia Gazcón - Sonia Trujillo
- Jeannine Derbez - Consuelo Valdés
- Cecilia Ponce - Úrsula
- Fernando Noriega - Antonio Mercader
- Marcela Ruíz Esparza - Mónica Salazar Villavicencio
- Andrea Escalona - Carmen Salazar Villavicencio
- Ángela Fuste - Isabel Fonseca